# Amorosi
Amorosi község (comune) Olaszország Campania régiójában, Benevento megyében.

## Fekvése
A megye keleti részén fekszik, 45 km-re északkeletre Nápolytól, 30 km-re északnyugatra a megyeszékhelytől. Határai: Castel Campagnano, Melizzano, Puglianello, Ruviano, San Salvatore Telesino és Telese Terme.

## Története
A település első említése a 15. századból származik Castrum Amerusii néven. A Gaetani, Colonna, Caracciolo és Piscitelli nemesi családok hűberi birtoka volt a 19. század első feléig, amikor önálló községgé nyilvánították.

## Népessége
A népesség számának alakulása:

## Főbb látnivalói
Főbb nevezetességei a Palazzo Maturi és Palazzo Piscitelli nemesi paloták, valamint a San Michele Arcangelo és San Giuseppe templomok. 